# Axel Schultes

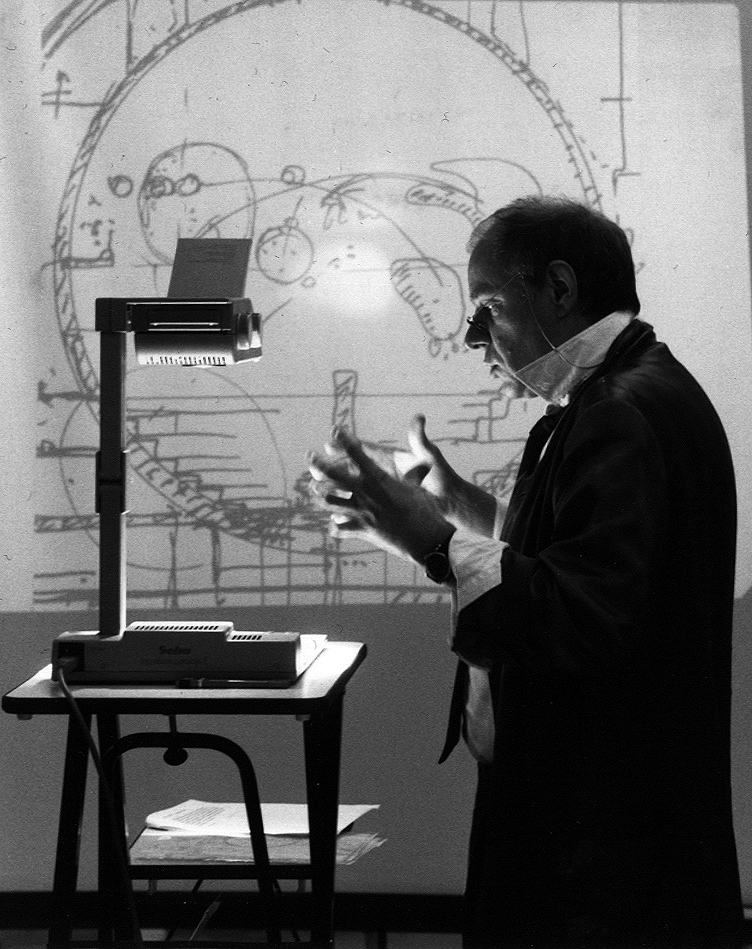
Axel Schultes

Axel Schultes (* 17. November 1943 in Dresden) ist ein Architekt und Stadtplaner aus Berlin.

## Leben
Schultes studierte von 1963 bis 1969 an der Technischen Universität Berlin Architektur. Nach dem Studium gründete er 1972 mit Dietrich Bangert, Bernd Jansen und Stefan Jan Scholz das Architekturbüro BJSS. Anfang 1992 gründete er mit Charlotte Frank, mit der er schon seit 1987 bei BJSS zusammengearbeitet hatte, sowie Christoph Witt das Büro Axel Schultes Architekten.
Seit 2003 lehrt er an der Kunstakademie Düsseldorf, Fachbereich Baukunst. Seit 2000 ist er Mitglied der Akademie der Künste Berlin.
Mit dem städtebaulichen Entwurf für die künftige Gestaltung und Lage der Bundesbauten im Spreebogen gewannen Axel Schultes Architekten vor 834 weiteren Arbeiten einen der größten bisher ausgelobten städtebaulichen Wettbewerbe und machten das Büro mit einem Schlag bekannt. Mit einem kühnen Riegel, dem sogenannten Band des Bundes, das die Spree zweimal in ost-westlicher Richtung überquert, sollten Ost- und West-Berlin gleichsam verklammert und die Teilung Deutschlands so auch baulich überwunden werden. In den Folgeausschreibungen gelang es Schultes und Frank auf Basis ihres städtebaulichen Entwurfs auch den Architekturwettbewerb für das Bundeskanzleramt in Berlin zu gewinnen, das 2001 fertiggestellt wurde.
Schultes unterzog später das Projekt im Politmagazin Cicero einer Fundamentalkritik. So bemängelte er, dass die zugrundeliegende Idee der Vereinigung der beiden Stadtteile Ost- und West-Berlins misslungen sei. Es sei nicht zur Synthese gekommen, die die Wiedervereinigung auch städtebaulich umsetzen wollte. Schultes bezeichnete das Areal in Hinsicht auf den bisherigen Verzicht auf das Bürgerforum als Stückwerk, in der das Kanzleramt als vereinzelte „Sphinx mit abgeschlagenen Händen“ nicht in dem eigentlichen Konzept entsprechend umgesetzt wurde. Die Konsequenz betitelte er als „Verrat an der Republik“. Vor allem nach der Planungsphase unter Helmut Kohl, in der ihm große Freiheiten gewährt worden seien, habe er Probleme durch Gerhard Schröders Kulturstaatsminister bekommen, der zu sehr den Einfluss Kohls gesehen habe. Ebenso kritisierte er das Holocaust-Mahnmal und die Planungen zum Berliner Schlossplatz. „Das Holocaust-Denkmal befindet sich an einem Unort, ohne räumliche, ohne geschichtlich vermittelbare Dimension, ohne Stille – mit Würstchenverkauf und Goethe-Denkmal“. Das Schloss wiederum sei zu einem kontextlosen Torso degradiert.
In der Fachwelt viel beachtet wurde auch das Krematorium Berlin-Baumschulenweg, wofür er 1999 den Architekturpreis Beton erhielt.

## Projekte

### Ausgeführte Projekte
Als Partner bei BJSS
Mit Charlotte Frank
- 1992–1993: Wettbewerbsbeitrag Bundesbauten Spreebogen, Berlin
- 1993: Büropark am Welfenplatz, Hannover
- 1995–2001: Bundeskanzleramt, Berlin
- 1997–1998: Krematorium Baumschulenweg, Berlin[2]
- 2000: Geschäftshochhaus Haus Knauthe, Büro- und Wohngebäude am Leipziger Platz, Berlin
- 2005: Haus Ackermann, Köln
- 2009: U-Bahnhof Bundestag der Linie U5, Berlin

#### Bundeskanzleramt Berlin

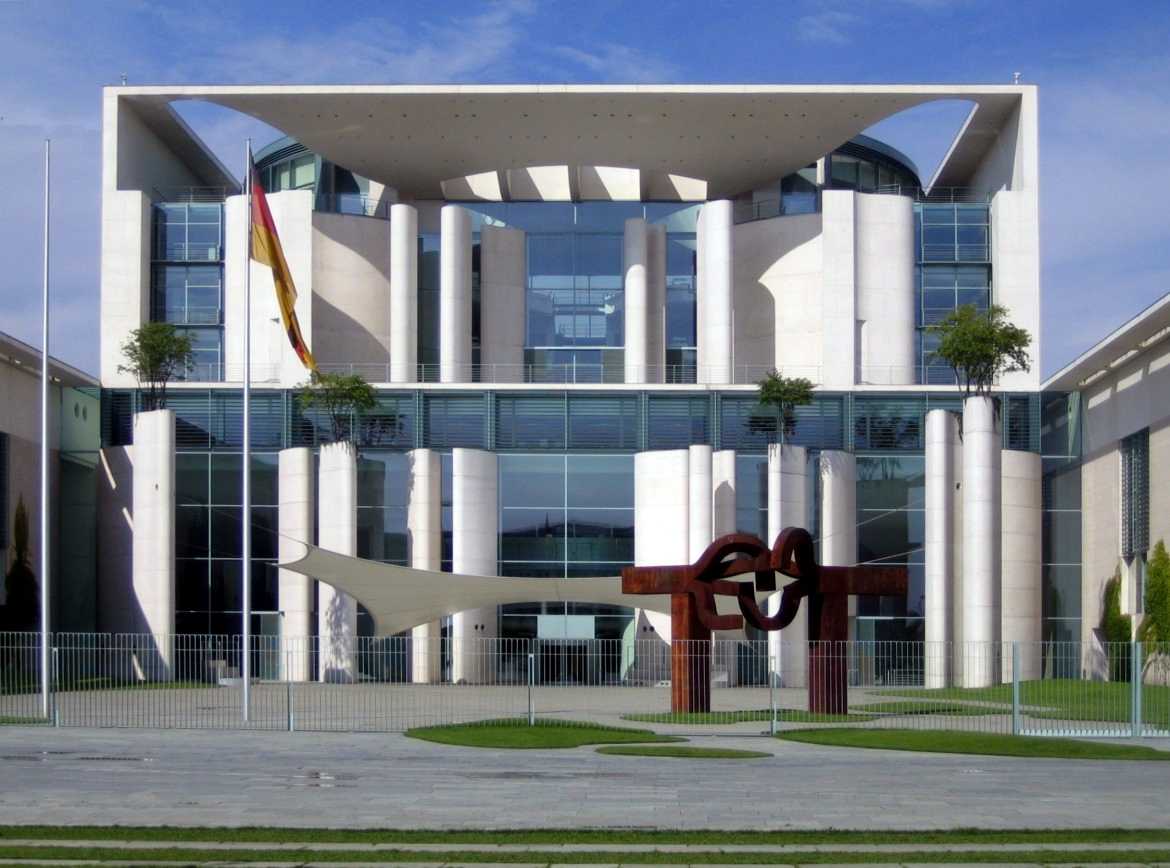
Schauseite
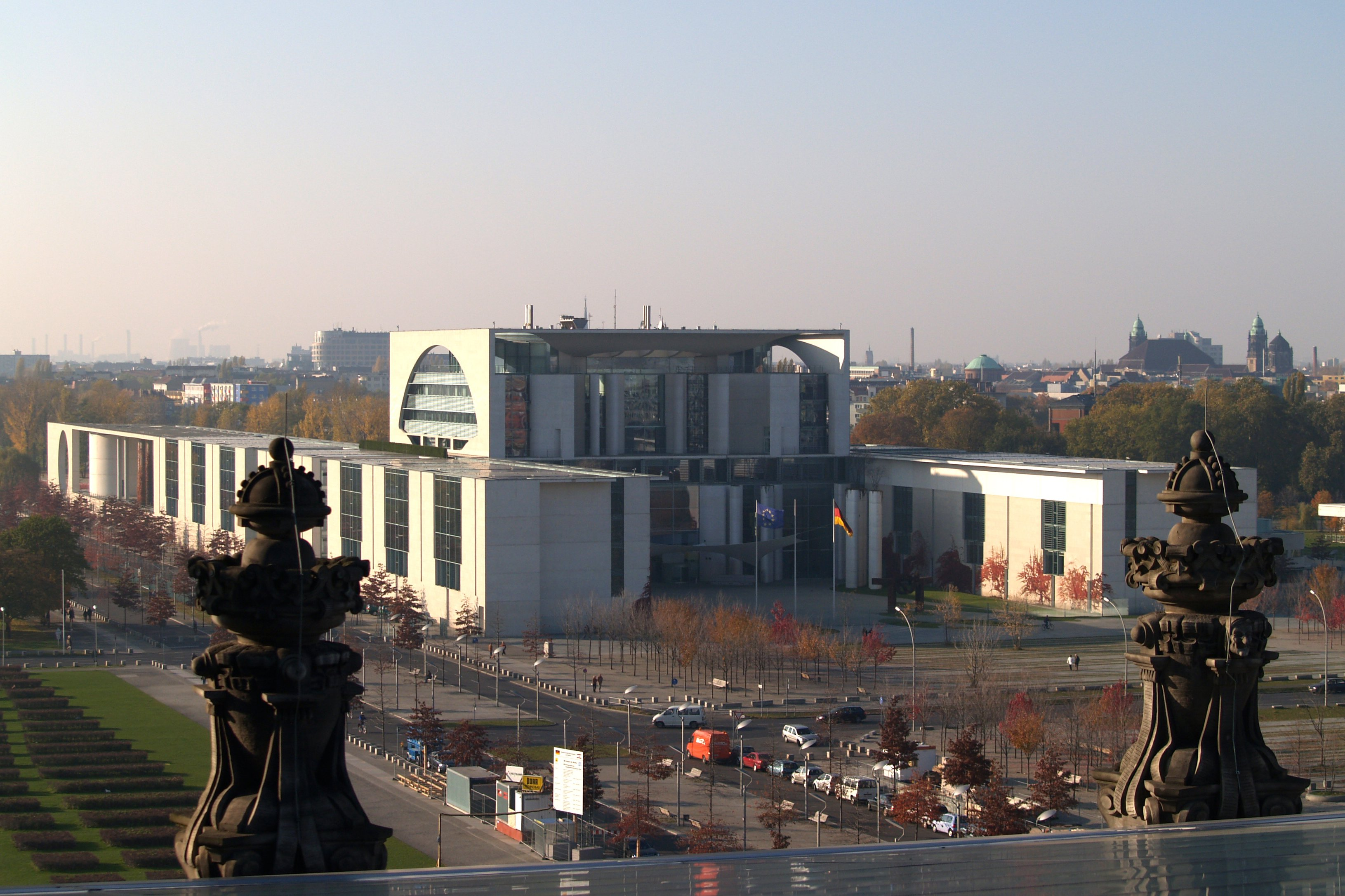
Kanzleramt vom Dach des Reichstagsgebäudes aus gesehen
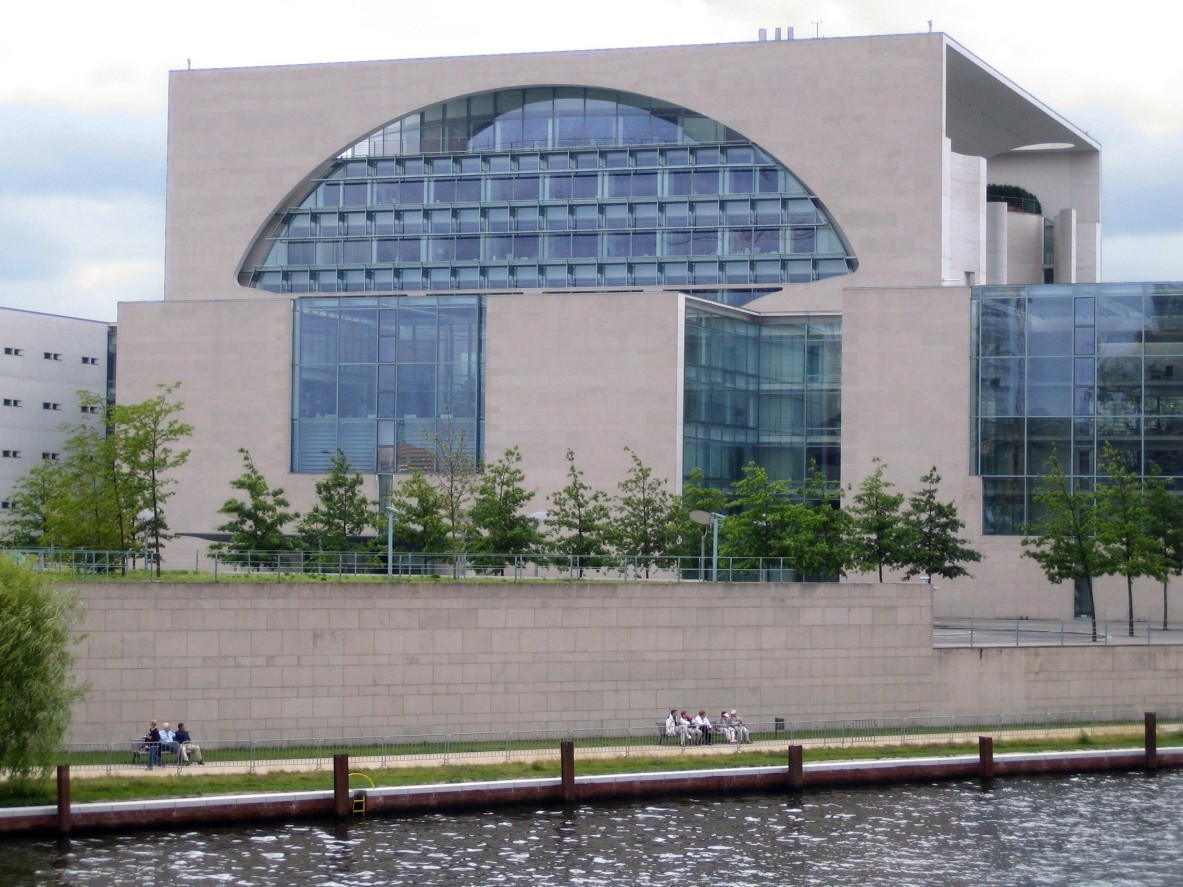
Nordseite
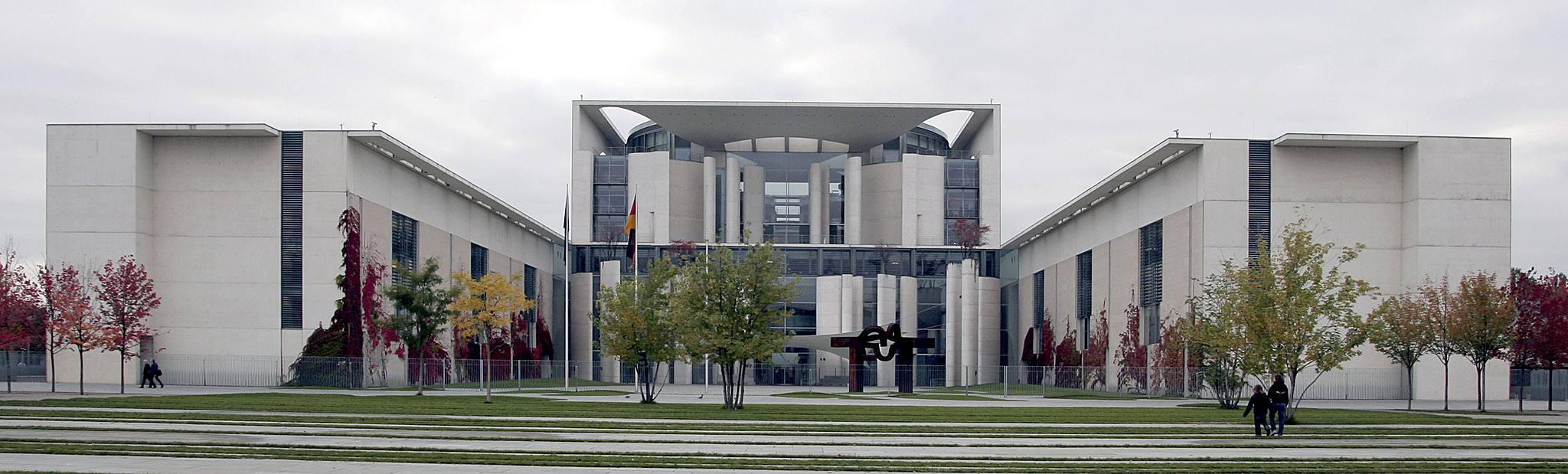
Blick von Osten (Haupteingang)
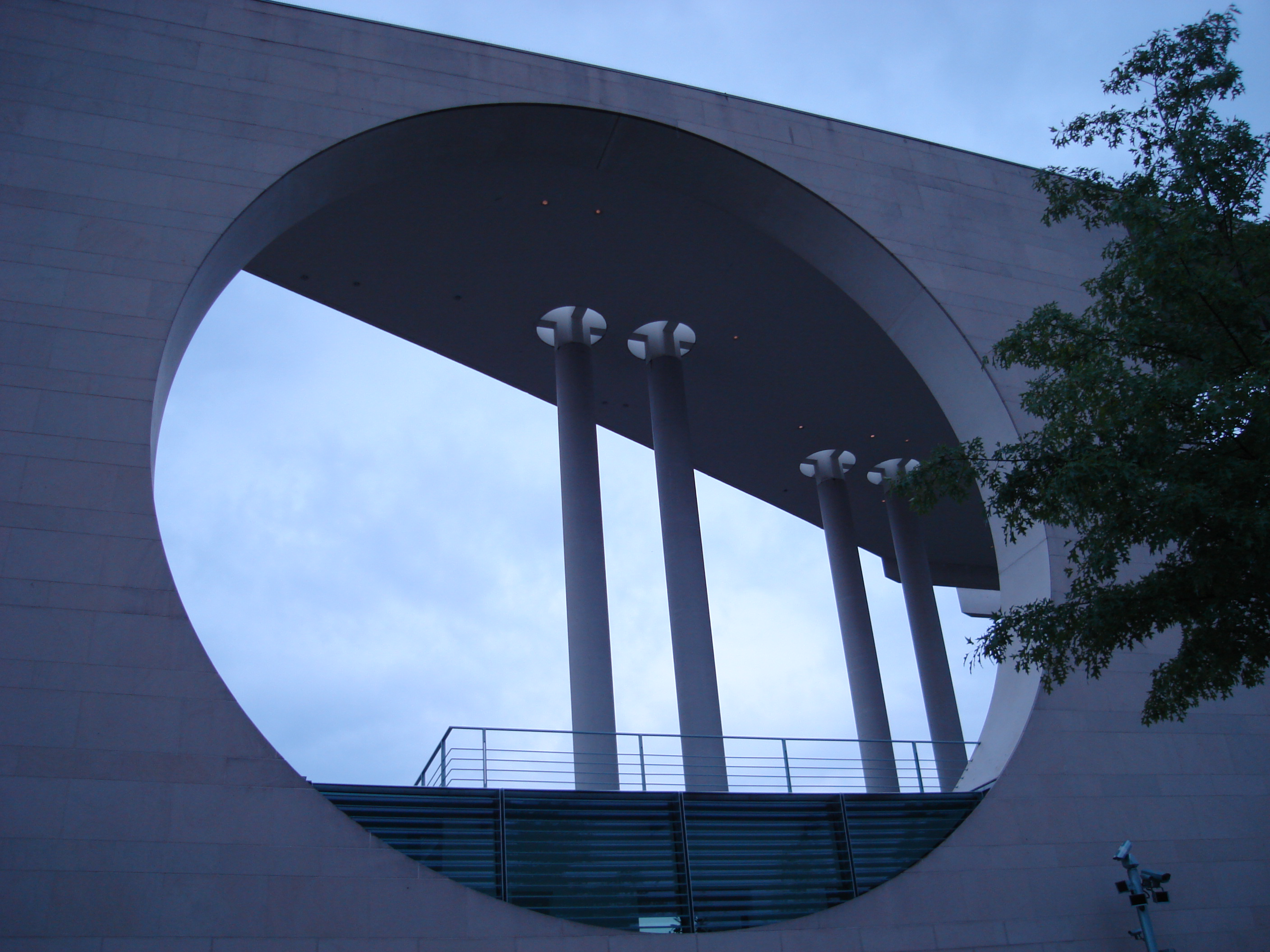
Detail südwestliche Fassade
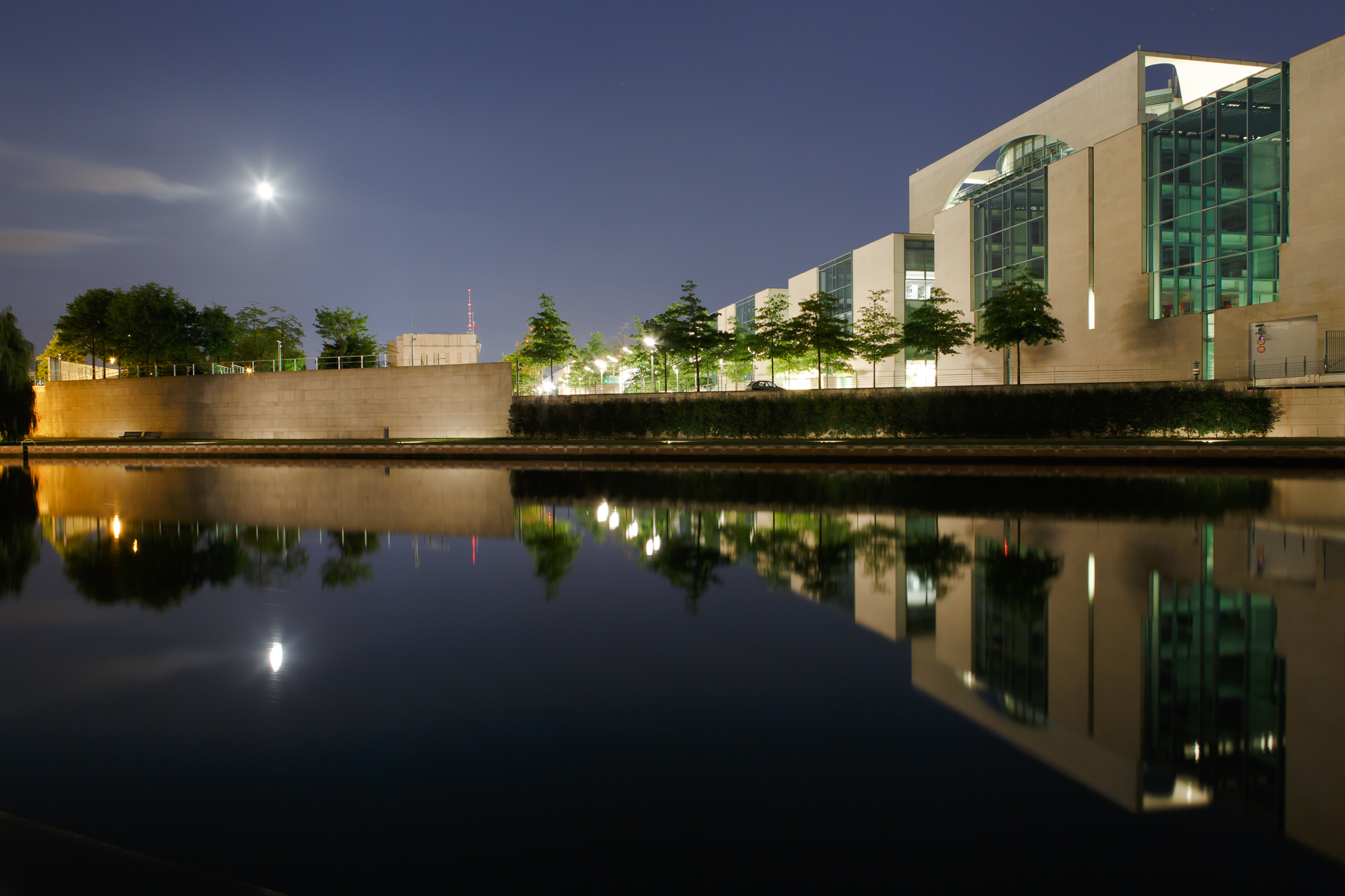
Nächtlicher Blick über die Spree

#### Kunstmuseum Bonn

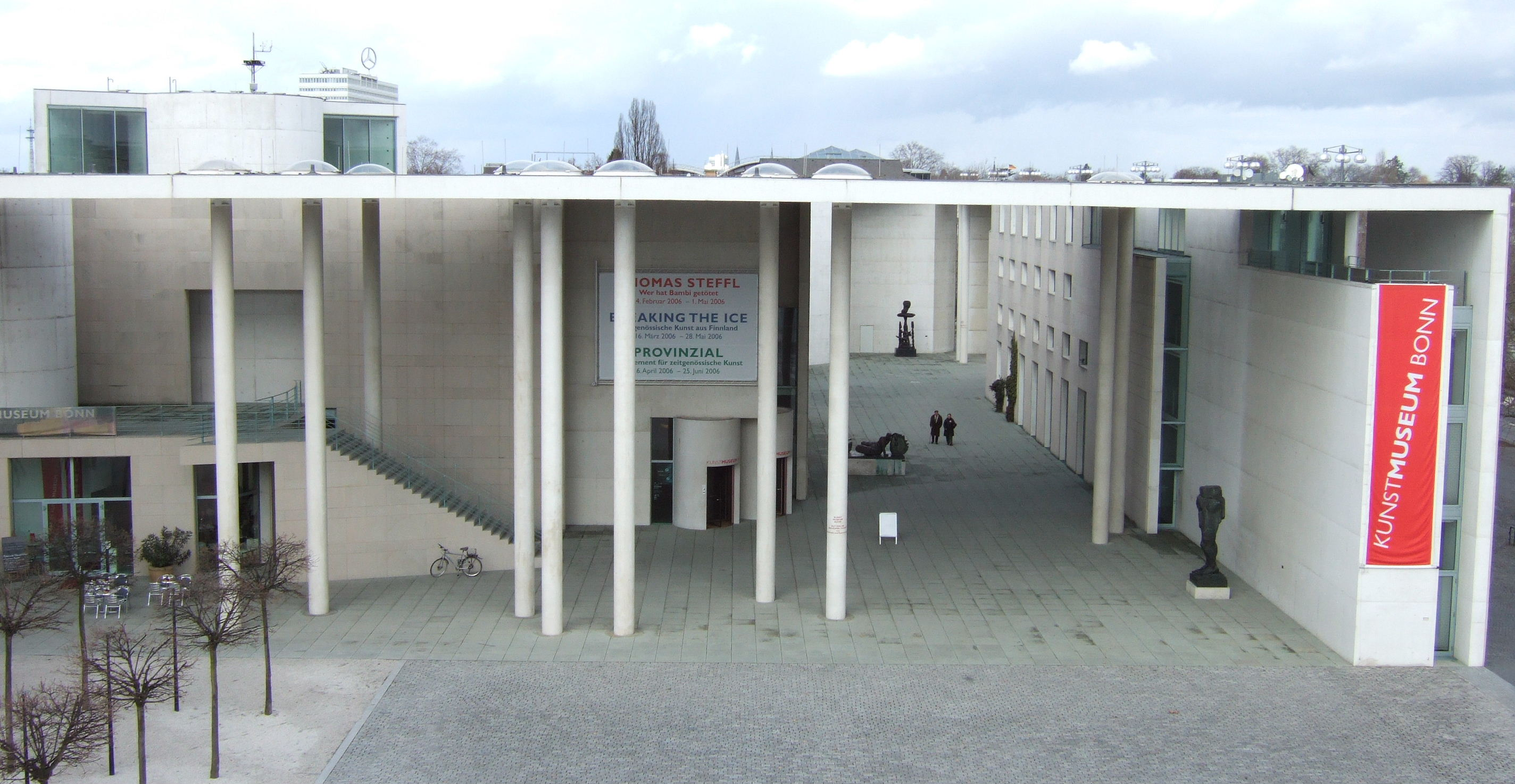
Kunstmuseum Bonn
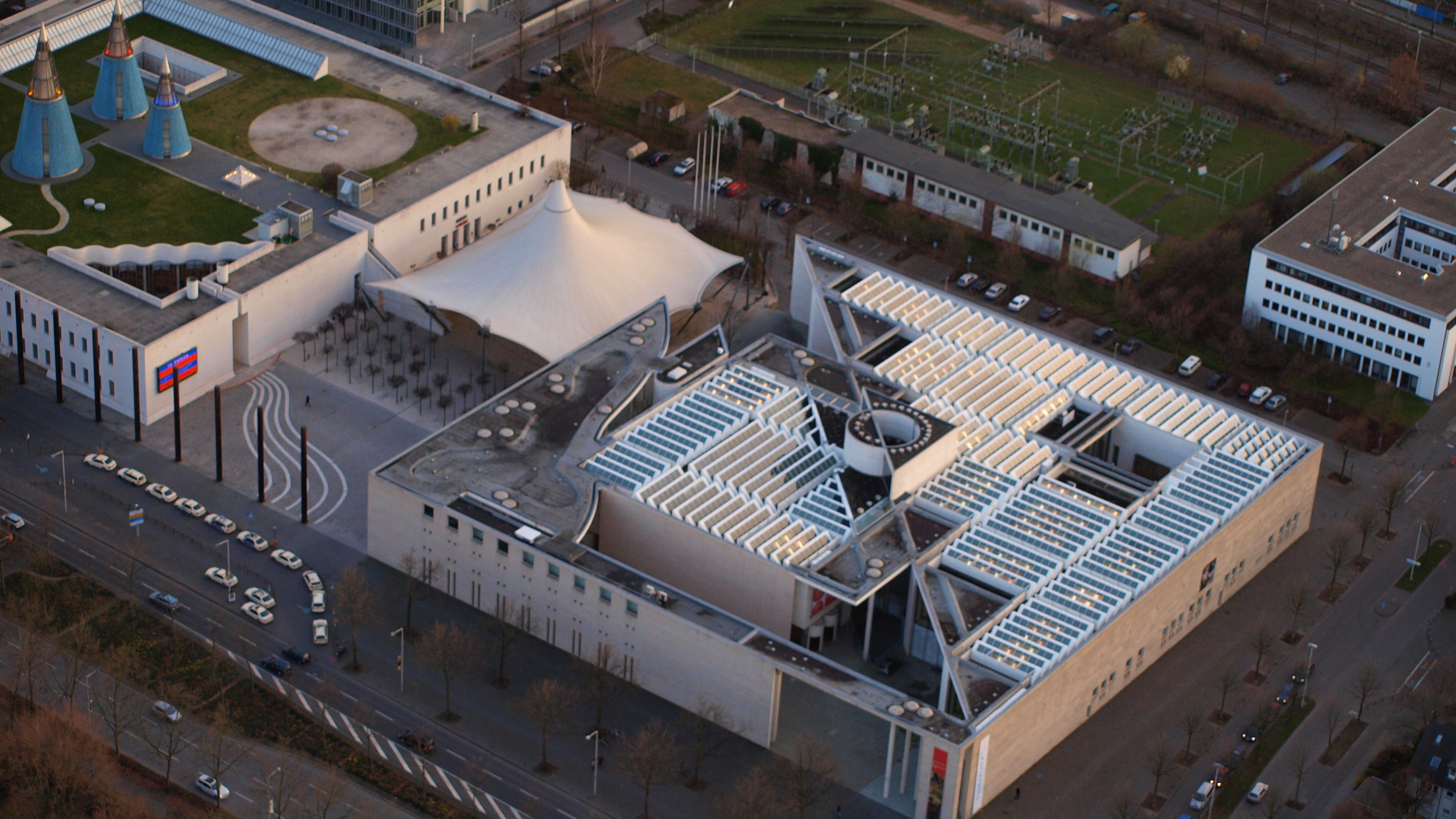
Kunstmuseum Bonn, Luftbild

#### Krematorium Berlin

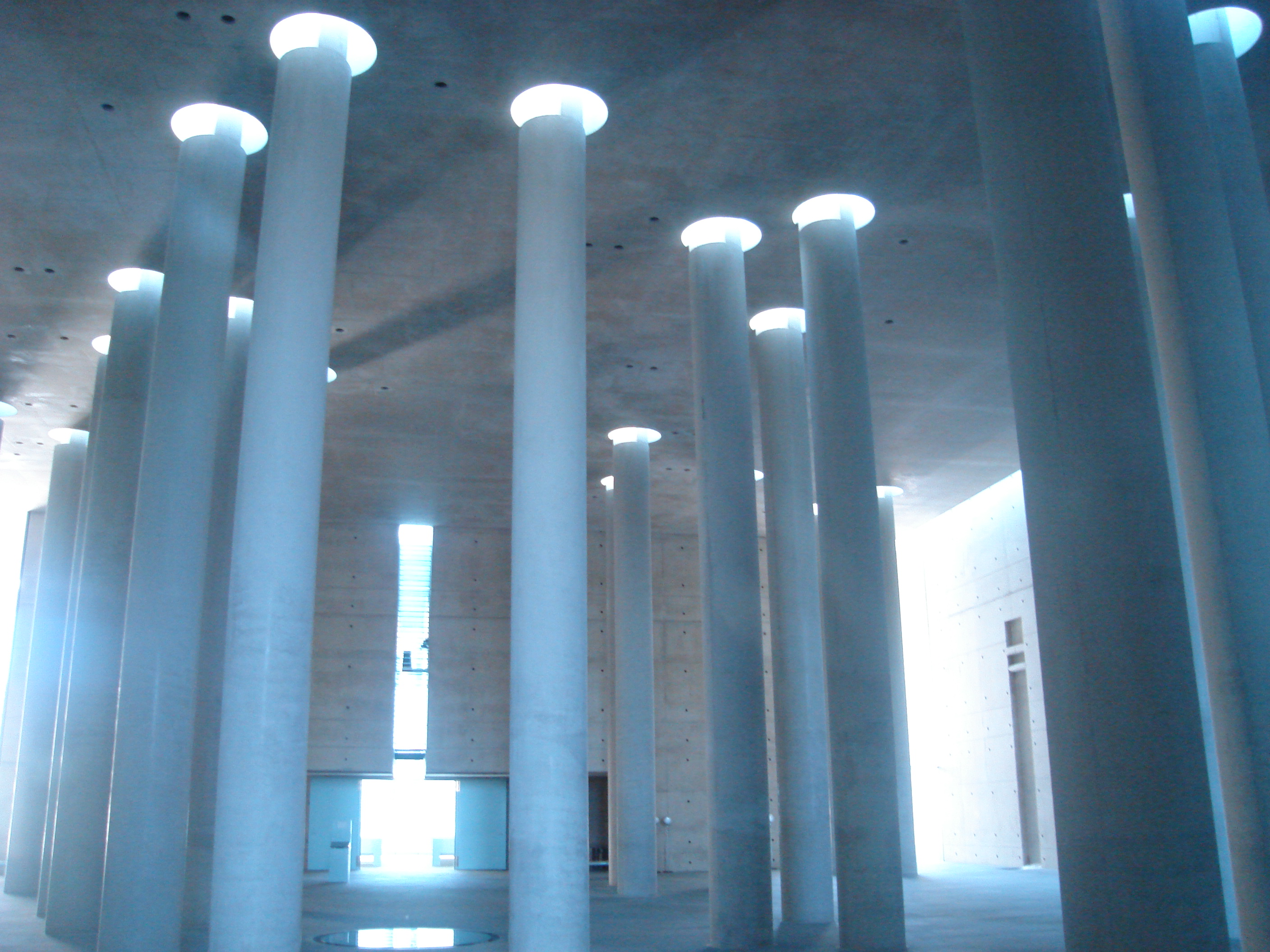
Trauerhalle
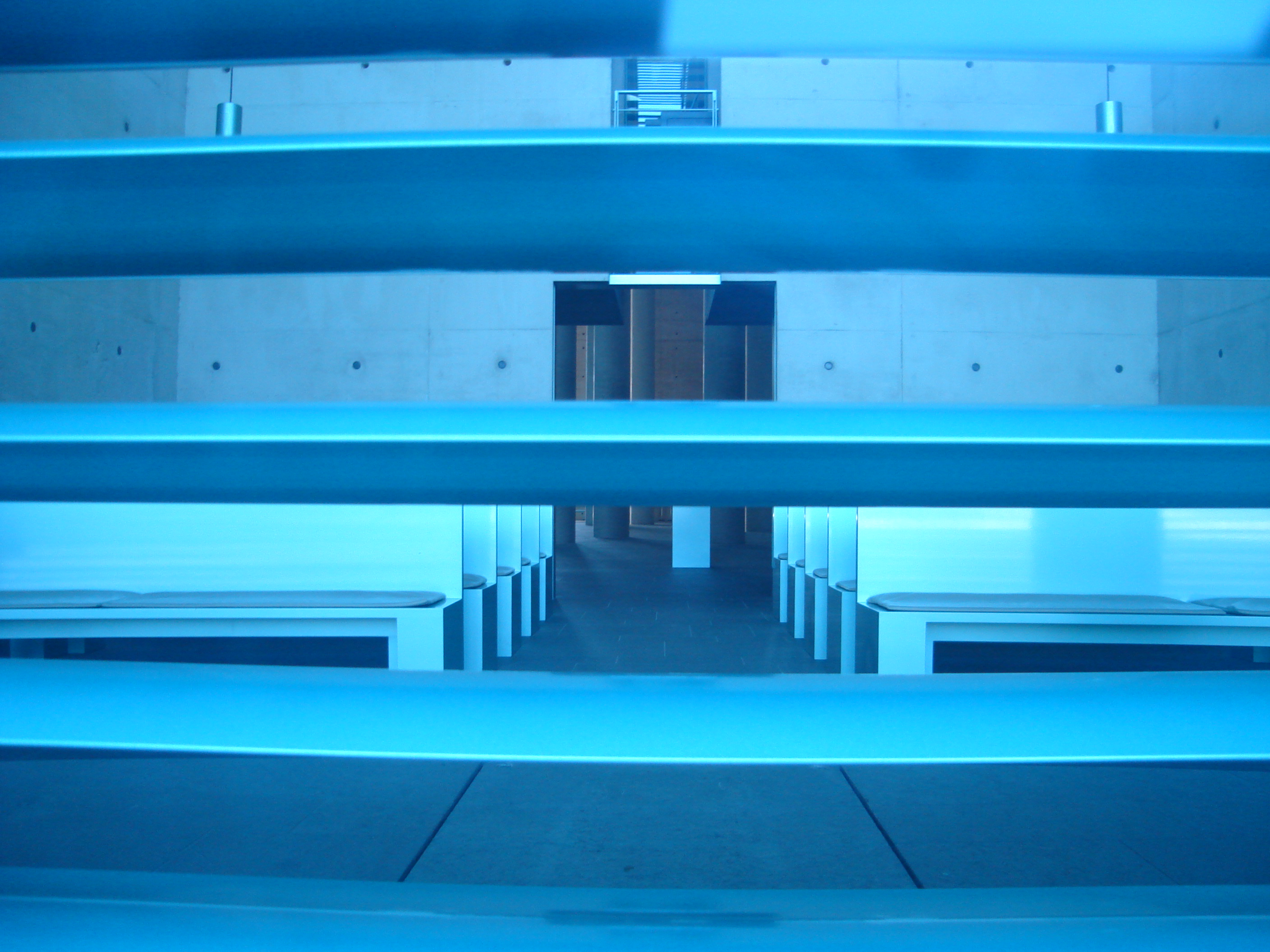
Großer Andachtsraum

### Im Bau
- Südbrücke Spreebogen, Berlin
- „Galileo“-Kontrollzentrum, Oberpfaffenhofen bei München
- Neubebauung am Schinkelplatz/Werderscher Markt, Berlin

### Nicht ausgeführte Wettbewerbsbeiträge
Als Partner bei BJSS
Mit Charlotte Frank
- 1992: Erweiterung der Tabakmoschee Yenidze, Dresden
- 1993: Reichstagsgebäude, Berlin
- 1993: Köthener Straße, Berlin
- 1993: Hindenburgplatz, Münster
- 1994: Neues Museum, Berlin
- 1994: Spreeinsel, Berlin
- 1994: Stadtquartier Lehrter Bahnhof, Berlin
- 1994: Bundespräsidialamt beim Schloss Bellevue, Berlin
- 1994: Berliner Volksbank
- 1994: Gewerbepark am Borsigturm, Berlin
- 1995: Schweizerische Botschaft in Berlin
- 1997: Neues Museum, Berlin
- 1999: Gedenkstätte Station Z, Sachsenhausen
- 1999: Villa Am Kleinen Wannsee, Berlin
- 1999: Axel Springer Medien Center, Berlin
- 1999: Telekom Shopping Center, Stuttgart
- 1999: Kongresszentrum „Neue Terrasse“, Dresden
- 2000: Krematorium Waldfriedhof, Aalen
- 2000: Pergamon-Museum, Berlin
- 2000: St. Jakobsplatz, München
- 2000: Atelier Neumarkt, Dresden
- 2002: Deutsche Botschaft, Warschau
- 2002: The Grand Egyptian Museum, Gizeh
- 2003: Magdeburger Hafen, Hafencity Hamburg
- 2003: Unter den Linden Bürogebäude Berlin
- 2003: Universität von Sydney – Campus
- 2004: Kompetenzzentrum Handwerkskammer Hamburg
- 2004: Lebanese Canadian Bank, Beirut

## Auszeichnungen
- 1999 Architekturpreis Beton, Krematorium Baumschulenweg
- 2000 Architekturpreis, BDA Berlin, Krematorium Baumschulenweg, Auszeichnung
- 2001 Deutscher Architekturpreis, Krematorium Baumschulenweg, Auszeichnung
- 2002 Großer DAI-Preis für Baukultur des Verbandes Deutscher Architekten- und Ingenieurvereine
- 2003 Deutscher Architekturpreis, Entwurf und die Ausführung des Bundeskanzleramtes; gemeinsam mit Charlotte Frank
- 2014 Großer BDA-Preis